# Aimé von Mesmer-Saldern
Aimé von Mesmer-Saldern, vollständiger Name Lorenz Christian Carl Aimé von Mesmer-Saldern  (* 1815 in Schierensee; † 1889 in Lübeck) war ein schleswig-holsteinischer Gutsbesitzer, dänischer Hofbeamter und Parlamentarier.

## Leben
Aimé von Mesmer-Saldern war der Sohn des gleichnamigen französischen Kapitäns Aimé von Mesmer-Saldern († 1852) und dessen Ehefrau Friederike Marie Sophie geborene Freiin Brockdorff-Saldern († 1860). Er heiratete Klara Susanna Augusta (* 1829), die Tochter des dänischen Oberforstmeisters Hans Adolf von Warnstedt und dessen zweiter Ehefrau. Friedrich von Warnstedt war ein Onkel. Der vorverstorbene Landrat Kaspar von Mesmer-Saldern war sein Sohn.
Aimé von Mesmer-Saldern studierte nach dem Schulabschluss an der Klosterschule Ilfeld 1833 Rechtswissenschaften an den Universitäten Heidelberg und Kiel. In Heidelberg wurde er 1837 Mitglied des Corps Guestphalia Heidelberg und 1839 trat er dem Kieler Corps Holsatia bei. Er war Besitzer des Gutes Annenhof bei Kiel und erbte auch das Gut Schierensee. Mesmer-Saldern bekleidete als Hofbeamter das Amt eines dänischen Hofjägermeisters. In der Holsteinischen Ständeversammlung vertrat er die adligen Gutsbesitzer und unterstützte die Bundesexekution gegen die Herzogtümer Holstein und Lauenburg von 1863 sowie im Deutsch-Dänischen Krieg die Befreiung des von Dänen besetzten Landes durch die Bundestruppen des Deutschen Bundes.

## Auszeichnungen
- Roter Adlerorden 4. Klasse